# 한국기독교한림원
한국기독교한림원(韓國基督敎翰林院,The Korean Academy of Christianity)은 한국 기독교 신학계의 석학들의 모임이다. 복음주의 신앙과 신학에 기초하여 한국교회의 건실한 발전을 도모하고 기독교적 가치의 실현을 통해 한국교회와 사회를 계도하며 하나님 나라의 확장을 위하여 정상운 박사, 이동주 박사, 이상규 박사, 임성택 박사, 안명준 박사, 그리고 박응규 박사, 이광희 박사, 길원평 박사, 김선배 박사, 서정숙 박사등이 2022년 2월 8일에 발기인 모임을 갖고 설립되었다. 기독교의 다양한 분야들을 연구하여 학문적 생산을 도모하고 연구업적이 특출한 학자들에게는 학술상을 수상한다. 현재 이사장은 은혜와진리교회의 조용목 목사이며 원장은 성결대학교의 정상운 박사이다.

## 설립목적
- 첫째, 반복음적인 사상이나, 종교다원주의, 혼합주의, 세속적 인본주의 사상을 배격한다.
- 둘째, 성경적 복음주의에 기초하여 종교, 사회, 교육, 문화 등 제반 분야의 연구를 통해 기독교적 가치를 실현한다.
- 셋째, 한국교회의 건실한 발전과 부흥을 위해 진력한다.
- 넷째, 복음주의적인 기독교인으로서 사랑의 실천과 사회적 책임을 다한다.
- 다섯째, 이 땅에 바른 신앙의 계승과 신앙의 자유를 확보하기 위해 자유민주주의를 수호하고, 민족 복음화와 세계선교를 위해 노력한다.
- 이를 위해 각 분야의 복음주의 신앙을 가진 석학들을 추대하여 연구, 교육 및 출판 활동을 전개하며, 그들의 경륜과 혜안을 모아 한국교회와 한국사회를 갱신하는 일에 최선을 다한다.

## 조직
- 이사장: 조용목 목사 (은혜와진리교회)
- 원  장: 정상운 박사 (성결대학교)

### 정회원
- 길원평 박사(한동대 석좌교수, 바른성문화를 위한 국민연합 대표)
- 김선배 박사(침신대 전 총장, 전 전국신학대학협의회  회장)
- 목창균 박사(서울신대 명예교수, 전 서울신대 총장)
- 박명수 박사(서울신대 명예교수, 전 한국교회사학회 회장)
- 박응규 박사(아신대 명예교수, 개혁신학회 전 회장)
- 서정숙 박사(강릉영동대 명예교수, 한국신학회 이사)
- 안명준 박사(성서대 초빙교수, 전 한국장로교신학회 회장)
- 임성택 박사(전 KC대 총장,  미래세대청년연합선교회 대표)
- 이광희 박사(평택대 명예교수, 전 개혁신학회 회장 )
- 이동주 박사(전 아신대 교수, 바이어하우스학회 회장)
- 이상규 박사(백석대 석좌교수, 전 개혁신학회 회장)
- 이승구 박사(합동신학대학원 명예교수, 전 한국복음주의신학회 회장)
- 이억주 박사(전 칼빈대교수, 한국교회언론회 대표)
- 이은선 박사(안양대 명예교수, 한국장로교신학회 회장)
- 오덕교 박사(횃불트리니티신학대학원 총장, 전 한국장로교신학회  회장)
- 정상운 박사(성결대 명예총장, 대학총장포럼 회장, 한국기독교한림원 원장)
- 최대해 박사(대신대 총장, 한국신학대학총장협의회 회장)
- 황덕형 박사 (서울신대 총장, 한국기독교학회 회장)
- 하주헌 박사 (경희대 교수, 한국창조과학회 회장)

## 같이 보기
- 한국기독교학술원
- 기독교학술원
- 한국기독교학회
- 한국개혁신학회
- 한국복음주의조직신학회
- 한국조직신학회
- 한국장로교신학회
- 한국복음주의선교신학회
- 한국복음주의구약신학회
- 한국복음주의신약학회
- 한국복음주의실천신학회
- 대한민국의 신학자 목록